# Dusino San Michele
Dusino San Michele är en ort och kommun i provinsen Asti i regionen Piemonte i Italien. Kommunen hade 1 047 invånare (2018).